# Lago Ascianghi
Il lago Ascianghi (o Ascianghè) è un bacino situato a 2.409 metri di altitudine sull'Acrocoro Etiopico tra le città di Mai Ceu e Quoram.
Di forma ovale con sponde piatte (tranne nel lato di SE) ha una profondità massima di circa 25 m e acqua leggermente salmastra, il lago doveva avere in passato estensione molto maggiore, forse unico lago con conca di Quoram e con quella del Gual Ascianghi.
Senza emissario, soggetto a variazioni di livello a seconda delle piogge e alla evaporazione, probabilmente si scaricava nel Sauanagò, affluente dello Tsellari.

## Storia
Il 29 agosto 1542, l'imam Ahmed ibn Ibraihim al-Ghazi detto dagli Abissini «Gragn» (talvolta citato anche meno correttamente come «Gran» o «Gragne» propriamente Mancino, altro nome con cui è noto), avanzò sui portoghesi sul lato meridionale dell'Ascianghi, vicino Uoflà, dove diede battaglia vincendo, catturando e in seguito uccidendo il condottiero Cristoforo da Gama, quartogenito del grande navigatore.
Un'altra importante battaglia che ebbe luogo sulle sponde di questo lago fu quella del 9 ottobre 1909, quando il deggiasmac Abatè Bwalu (Uagsciùm - governatore dello Uàg) sconfisse le forze ribelli del deggiasmac Abrahà Araià, infine l'omonima battaglia del 1936.
Fra il 3 e il 5 aprile 1936 nei pressi del lago, nell'ambito della guerra d'Etiopia, avvenne la battaglia del lago Ascianghi, nella quale le forze italiane sbaragliarono quelle etiopi in fuga dopo la battaglia di Mai Ceu.